# Fenix (stjärnbild)
För andra betydelser, se Fenix (olika betydelser).
Fenix, eller Fågel Fenix, (Phoenix på latin) är en liten stjärnbild på södra stjärnhimlen, som fått sitt namn efter Fågel Fenix i den grekiska mytologin. Stjärnbilden är en av de 88 moderna stjärnbilderna som erkänns av den Internationella Astronomiska Unionen.

## Historik
Stjärnbilden fanns inte med bland de 48 konstellationerna som listades av den antike astronomen Ptolemaios i hans samlingsverk Almagest. Den beskrevs först av den nederländske astronomen Petrus Plancius i slutet av 1500-talet. Första gången på bild förekommer den i Johann Bayers stjärnatlas Uranometria, som utkom 1603. Den franske astronomen Nicolas Louis de Lacaille gav de ljusstarkare stjärnorna deras Bayer-beteckningar 1756.

## Stjärnor

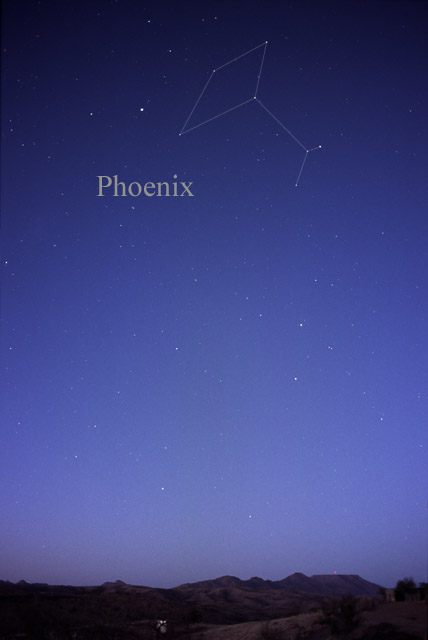
Stjärnbilden Fenix (Phoenix) som den kan ses med blotta ögat.

Fenix är en liten stjärnbild som är lätt att känna igen.
- α - Alfa Phoenicis (Ankaa, Nair al-Zaurak) är en spektroskopisk dubbelstjärna av magnitud 2,38.
- β - Beta Phoenicis  är också en dubbelstjärna med den kombinerade magnituden 3,32.
- γ - Gamma Phoenicis är en röd jätte med magnitud 3,41.
- κ - Kappa Phoenicis är en stjärna i huvudserien med magnitud 3,90.
- ζ - Zeta Phoenicis är en förmörkelsevariabel av Algol-typ. Den varierar i magnitud mellan 3,9 och 4,4 med en period 1,67 dygn.
- HE0107-5240 är en av de metallfattigaste stjärnor som hittats i Vintergatan. Dess metallhalt är endast 1/200,000 av solens. Den låga metallhalten tyder på att den bildades tidigt i Vintergatans utveckling.

## Djuprymdsobjekt

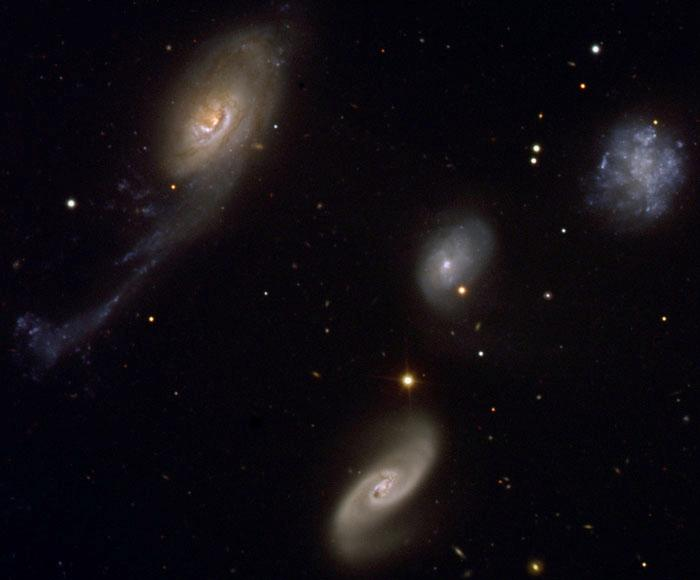
Roberts kvartett. NGC 92 uppe till vänster, NGC 87 uppe till höger, NGC 88 i mitten och NGC 89 nederst.

Stjärnbilden ligger inte i Vintergatsplanet varför det inte har några större stjärnhopar.

### Galaxer
- Roberts kvartett är en grupp av galaxer som omfattar NGC 87, NGC 88, NGC 89 och NGC 92, som befinner sig i en process där de kolliderar och sammansmälter. Den ljusaste är NGC 92 som är av magnitud 13,1.
- NGC 625 är en stavgalax av magnitud 11,2.
- IC 5325 är en spiralgalax av magnitud 11,3.

### Galaxhopar
- Fenixhopen (SPT-CL J2344-4243) är en av de mest massiva galaxhopar astronomerna känner till. Den har en massa av 2,5×1015 M☉ (solmassor).[6]